# Nuoto ai Giochi della XXV Olimpiade - 1500 metri stile libero maschili
Hanno partecipato alle batterie di qualificazione 30 atleti: i primi 8 si sono qualificati per la finale.

## Finale
31 luglio 1992
| Posizione | Atleta          | Paese             | Tempo       |
| --------- | --------------- | ----------------- | ----------- |
|           | Kieren Perkins  | Australia         | 14:43.48 RM |
|           | Glen Houseman   | Australia         | 14:55.29    |
|           | Jörg Hoffmann   | Germania          | 15:02.29    |
| 4         | Stefan Pfeiffer | Germania          | 15:04.28    |
| 5         | Ian Wilson      | Regno Unito       | 15:13.35    |
| 6         | Igor Majcen     | Slovenia          | 15:19.12    |
| 7         | Keith Frostad   | Stati Uniti       | 15:19.41    |
| 8         | Viktor Andreev  | Squadra Unificata | 15:33.94    |

## Batterie di qualificazione
30 luglio 1992
- Q = Qualificati per la finale A

| Posizione | Atleta              | Paese             | Tempo      |
| --------- | ------------------- | ----------------- | ---------- |
| 1         | Kieren Perkins      | Australia         | 15:02.75 Q |
| 2         | Jörg Hoffmann       | Germania          | 15:03.95 Q |
| 3         | Glen Houseman       | Australia         | 15:11.36 Q |
| 4         | Stefan Pfeiffer     | Germania          | 15:13.71 Q |
| 5         | Ian Wilson          | Regno Unito       | 15:15.37 Q |
| 6         | Igor Majcen         | Slovenia          | 15:16.85 Q |
| 7         | Keith Frostad       | Germania          | 15:21.37 Q |
| 8         | Viktor Andreev      | Squadra Unificata | 15:21.43 Q |
| 9         | Piotr Albinski      | Polonia           | 15:23.01   |
| 10        | M. Podkoscielny     | Polonia           | 15:25.42   |
| 11        | Sergio Roure        | Spagna            | 15:26.18   |
| 12        | Sean Killion        | Stati Uniti       | 15:27.49   |
| 13        | Piermaria Siciliano | Italia            | 15:28.46   |
| 14        | C. Marchand         | Francia           | 15:30.51   |
| 15        | Chris Bowie         | Canada            | 15:34.28   |
| 16        | Masashi Kato        | Giappone          | 15:40.94   |
| 17        | Artur Costa         | Portogallo        | 15:41.26   |
| 18        | Andres Minelli      | Argentina         | 15:44.55   |
| 19        | Stephen Akers       | Regno Unito       | 15:46.48   |
| 20        | Jeffrey Ong         | Malaysia          | 15:51.41   |
| 21        | Zoltan Szilagyi     | Ungheria          | 15:52.80   |
| 22        | Hisham Al Massri    | Siria             | 15:54.41   |
| 23        | David McLellan      | Canada            | 15:58.38   |
| 24        | Jorge Herrera       | Porto Rico        | 16:01.69   |
| 25        | Alejandro Bermudez  | Colombia          | 16:01.77   |
| 26        | Seung-Hoon Bang     | Corea del Sud     | 16:04.31   |
| 27        | Ratapong Sirisanont | Thailandia        | 16:08.02   |
| 28        | Benoit Fleurot      | Mauritius         | 16:43.46   |
| 29        | Helder Torres       | Guatemala         | 17:06.08   |
| 30        | Hussein Al Sadiq    | Arabia Saudita    | 17:15.75   |